# Lijst van nummer 1-hits in Ierland in 2019
Deze hits stonden in 2019 op nummer 1 in de Ierse Single Top 100, de bekendste hitlijst in Ierland.
| Datum        | Artiest                       | Titel                                    |
| ------------ | ----------------------------- | ---------------------------------------- |
| 4 januari    | Ava Max                       | Sweet but psycho                         |
| 11 januari   | Ava Max                       | Sweet but psycho                         |
| 18 januari   | Ava Max                       | Sweet but psycho                         |
| 25 januari   | Ariana Grande                 | 7 rings                                  |
| 1 februari   | Ariana Grande                 | 7 rings                                  |
| 8 februari   | Ariana Grande                 | 7 rings                                  |
| 15 februari  | Ariana Grande                 | Break up with your girlfriend, I'm bored |
| 22 februari  | Ariana Grande                 | 7 rings                                  |
| 1 maart      | Lewis Capaldi                 | Someone you loved                        |
| 8 maart      | Lewis Capaldi                 | Someone you loved                        |
| 15 maart     | Lewis Capaldi                 | Someone you loved                        |
| 22 maart     | Lewis Capaldi                 | Someone you loved                        |
| 29 maart     | Lewis Capaldi                 | Someone you loved                        |
| 5 april      | Lewis Capaldi                 | Someone you loved                        |
| 12 april     | Lil Nas X                     | Old town road                            |
| 19 april     | Lil Nas X                     | Old town road                            |
| 26 april     | Lil Nas X                     | Old town road                            |
| 3 mei        | Lil Nas X                     | Old town road                            |
| 10 mei       | Lewis Capaldi                 | Hold me while you wait                   |
| 17 mei       | Ed Sheeran & Justin Bieber    | I don't care                             |
| 24 mei       | Ed Sheeran & Justin Bieber    | I don't care                             |
| 31 mei       | Ed Sheeran & Justin Bieber    | I don't care                             |
| 7 juni       | Ed Sheeran & Justin Bieber    | I don't care                             |
| 14 juni      | Ed Sheeran & Justin Bieber    | I don't care                             |
| 21 juni      | Ed Sheeran & Justin Bieber    | I don't care                             |
| 28 juni      | Shawn Mendes & Camila Cabello | Señorita                                 |
| 5 juli       | Shawn Mendes & Camila Cabello | Señorita                                 |
| 12 juli      | Shawn Mendes & Camila Cabello | Señorita                                 |
| 19 juli      | Shawn Mendes & Camila Cabello | Señorita                                 |
| 26 juli      | Shawn Mendes & Camila Cabello | Señorita                                 |
| 2 augustus   | Shawn Mendes & Camila Cabello | Señorita                                 |
| 9 augustus   | Shawn Mendes & Camila Cabello | Señorita                                 |
| 16 augustus  | Shawn Mendes & Camila Cabello | Señorita                                 |
| 23 augustus  | Shawn Mendes & Camila Cabello | Señorita                                 |
| 30 augustus  | Tones and I                   | Dance monkey                             |
| 6 september  | Tones and I                   | Dance monkey                             |
| 13 september | Tones and I                   | Dance monkey                             |
| 20 september | Tones and I                   | Dance monkey                             |
| 27 september | Tones and I                   | Dance monkey                             |
| 4 oktober    | Tones and I                   | Dance monkey                             |
| 11 oktober   | Tones and I                   | Dance monkey                             |
| 18 oktober   | Tones and I                   | Dance monkey                             |
| 25 oktober   | Regard                        | Ride it                                  |
| 1 november   | Selena Gomez                  | Lose you to love me                      |
| 8 november   | Dua Lipa                      | Don't start now                          |
| 15 november  | Dua Lipa                      | Don't start now                          |
| 22 november  | Billie Eilish                 | Everything I wanted                      |
| 29 november  | Lewis Capaldi                 | Before you go                            |
| 6 december   | Lewis Capaldi                 | Before you go                            |
| 13 december  | Lewis Capaldi                 | Before you go                            |
| 20 december  | Lewis Capaldi                 | Before you go                            |
| 27 december  | Lewis Capaldi                 | Before you go                            |